# Карликовая евдошка
Карликовая евдошка (лат. Umbra pygmaea) — вид лучепёрых рыб семейства умбровых.

## Описание
Максимальная длина тела 15 см. Тело удлиненное с крупной головой. Спинной плавник  с 14—15 мягкими лучами отодвинут назад. В анальном плавнике  8-11 лучей. Окраска коричневая.

## Распространение
Распространена вдоль Атлантического побережья США от Нью-Йорка до Флориды. Встречается в болотах, озёрах, прудах, тихих реках. Была завезена в Европу, где сохранилась во Франции, Германии и Украине. Скорее всего обитает и в других европейских странах, так как устойчивая популяция может существовать в маленьком пруду.